# ایونا فشوئوکوونا
ایوُنا فشوئوکوونا (لهستانی: Iwona Wszołkówna؛ زادهٔ ۱۳ آوریل ۱۹۷۵) بازیگر اهل لهستان است.
از فیلم‌ها یا مجموعه‌های تلویزیونی که وی در آن‌ها نقش داشته‌است، می‌توان به فقط عاشقم باش، کارآگاهان جنایی، پرستار کودک، عروسی و فرشته نیرومند اشاره نمود.